# Nobel Tower
Nobel Tower – budynek biurowy klasy A zlokalizowany w Poznaniu, przy ul. Jana Henryka Dąbrowskiego. 

## Charakterystyka
Budynek mieszczący tzw. park naukowo technologiczny, którego inwestorem jest Centrum Zaawansowanych Technologii, spółka działająca non–profit. W budynku znajdują się powierzchnie biurowe, laboratoryjne, modułowe sale konferencyjne, inkubator przedsiębiorczości, data center, wydzielony obszar gastronomiczny, tzw. Food Court a także centrum medyczne i diagnostyki obrazowej. Budynek posiada ponadto lobby, parking podziemny i 3 szybkobieżne windy, dodatkowo na tylnej ścianie budynku umiejscowiono szacht komunikacyjno–technologiczny wraz z windą towarową, pełniący również funkcję ewakuacyjną.